# Ганс Мюллер
Ганс Мюллер (нім. Hans Müller) — німецький офіцер, капітан-лейтенант резерву крігсмаріне. Кавалер Німецького хреста в золоті.

## Нагороди
- Залізний хрест 2-го класу (2 січня 1920)
- Почесний хрест ветерана війни з мечами (14 грудня 1934)
- Спортивний знак СА
- Пам'ятна військова медаль (Угорщина) з мечами
- Медаль за участь у Європейській війні (1915—1918) (Болгарія)
- Застібка до Залізного хреста 2-го класу (6 квітня 1940)
- Залізний хрест 1-го класу (19 листопада 1941)
- Нагрудний знак мінних тральщиків
- Німецький хрест в золоті (14 жовтня 1943) — як капітан-лейтенант резерву і начальник командування загороджувальної зброї при адміралі-командувачі в Егейському морі.